# Берёзовское (Шарыповский район)
Берёзовское — село в Шарыповском районе Красноярского края России. Административный центр Берёзовского сельсовета.

## География
Село расположено в 50 км к северу от районного центра Шарыпово на реке Берёзовка (приток Чулыма).

## История
Основано в 1790 г. В 1926 году состояло из 490 хозяйств, основное население — русские. В административном отношении являлось центром Берёзовского сельсовета и Берёзовского района Ачинского округа Сибирского края.
В 1963—1981 село в составе Назаровского района. С 1981 село в составе Шарыповского района.

## Население
| 1926 | 1939  | 1959  | 2010  |
| ---- | ----- | ----- | ----- |
| 2147 | ↗3127 | ↘2984 | ↘1658 |

Гендерный состав
По данным Всероссийской переписи населения 2010 года 772 мужчины и 886 женщин из 1658 чел.